# Christuskirche (Hamburg-Wandsbek)

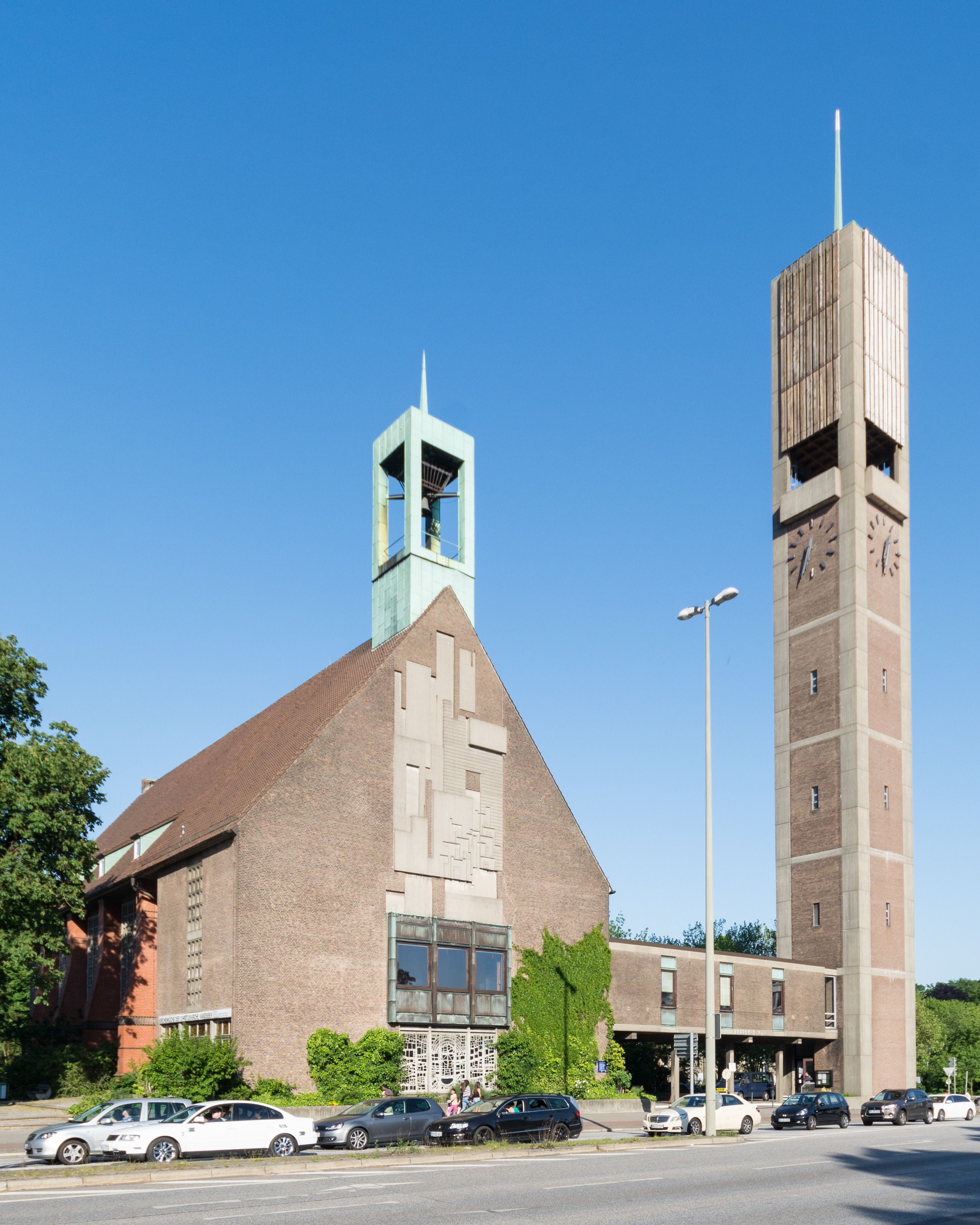
Christuskirche

Die evangelisch-lutherische Christuskirche Wandsbek ist die zentrale Kirche des Hamburger Stadtteils Wandsbek. Sie füllt die Ostseite des Wandsbeker Marktplatzes aus und ist vor allem durch ihren markanten Turm aus dem gesamten Wandsbeker Zentrum gut sichtbar. Der heutige Kirchenbau ist die vierte Kirche an dieser Stelle. Die Kirche gehört zur Ev.-Luth. Kirchengemeinde Christus Der Gute Hirte, die am 1. Januar 2025 durch Fusion zustande kam.

## Geschichte

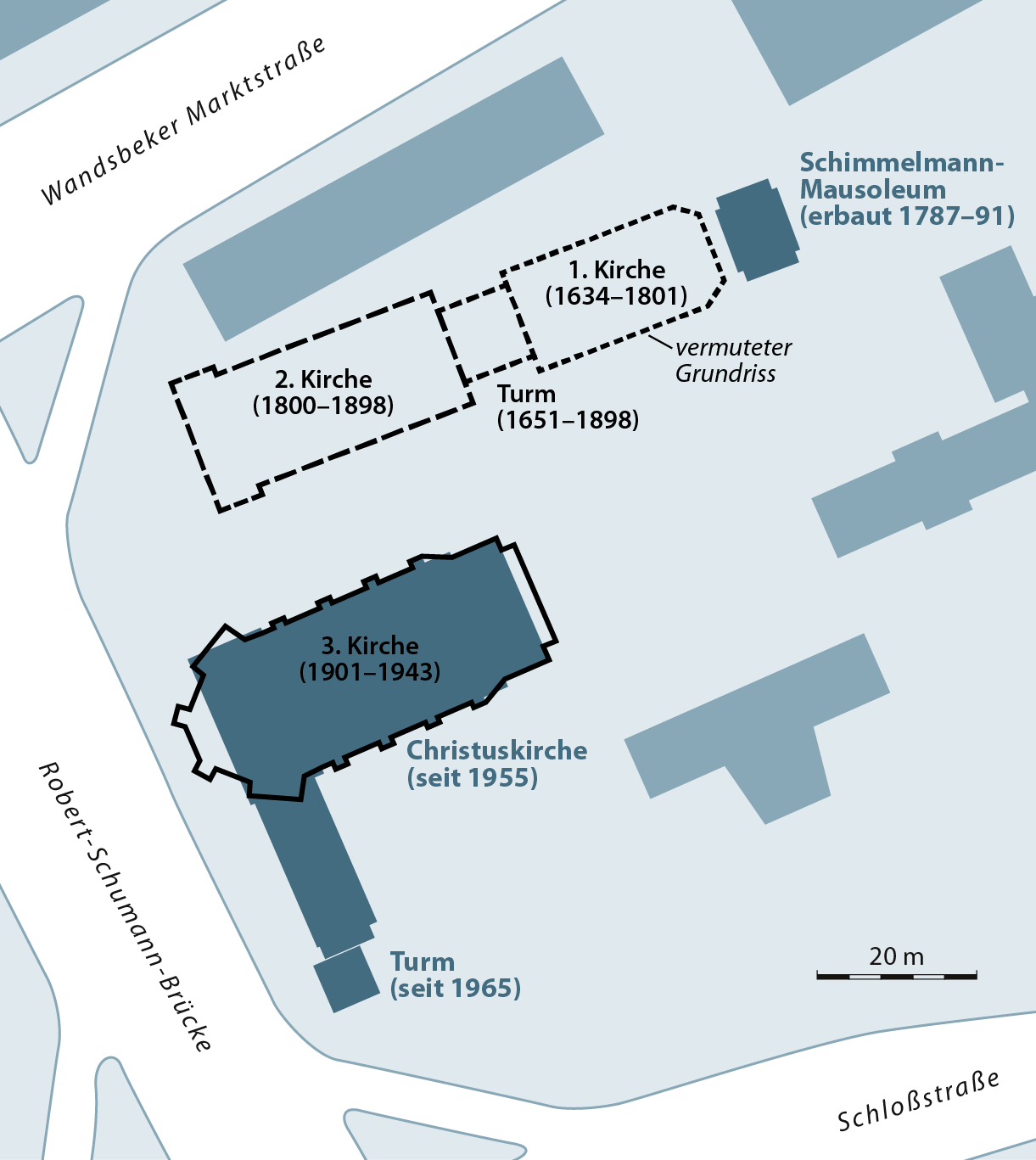
Lage der Christuskirche und der Vorgängerbauten

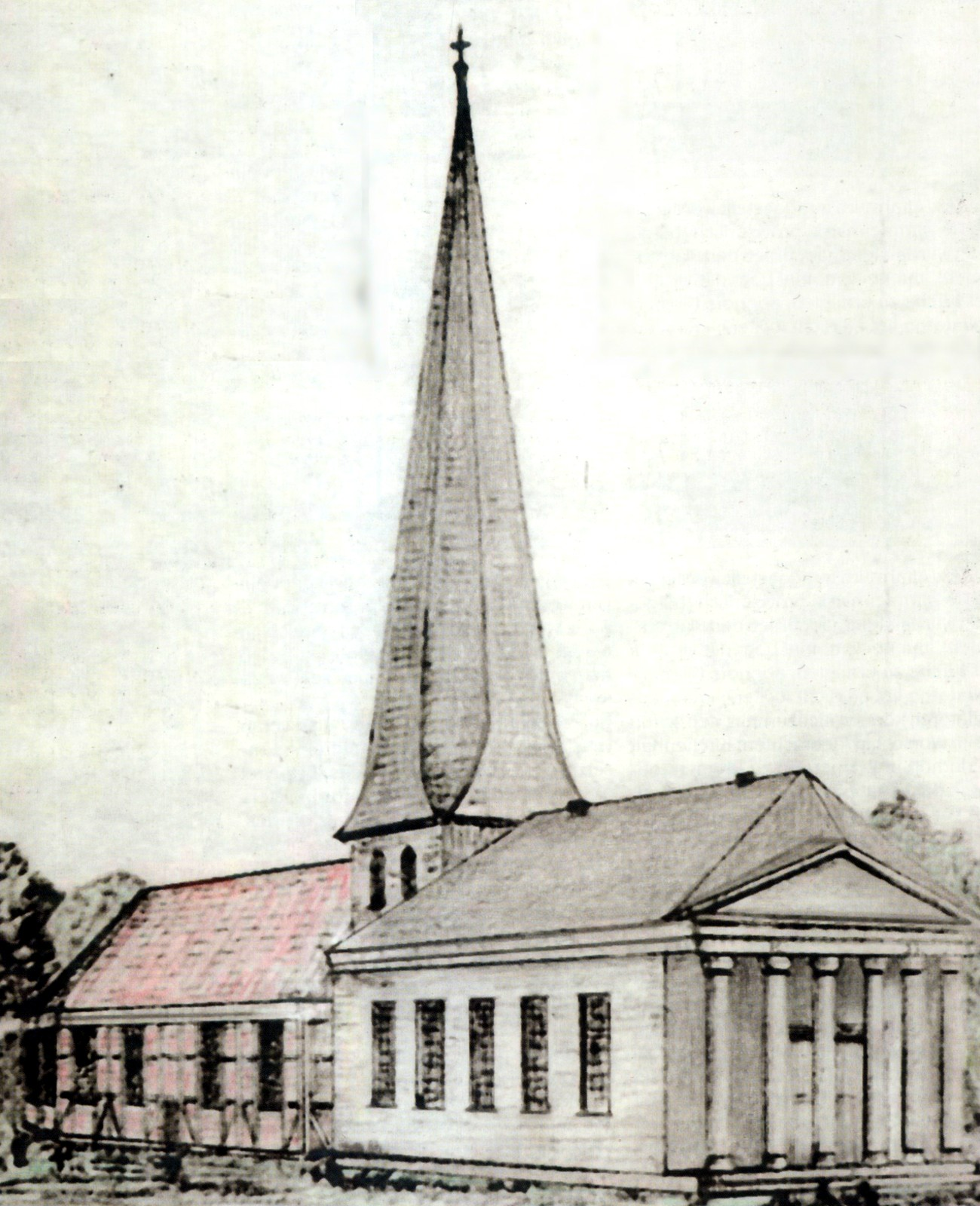
Wandsbeker „Doppelkirche“ um 1800: Hinten der Fachwerkbau von 1634, vorn der Neubau von Johann August Arens

### Die erste Kirche
Die erste Gemeinde in Wandsbek wurde 1623 gegründet und verfügte in der Anfangszeit zwar über einen Pastor aber noch kein Kirchengebäude. Die Genehmigung zum Bau der ersten Kirche gab der dänische König Christian IV. im Jahr 1631. Der Bau ging während des Dreißigjährigen Krieges nur sehr schleppend voran und konnte erst 1634 abgeschlossen werden. Aufgrund der allgemeinen Knappheit an Geld und Material war diese erste Kirche nur ein kleiner Fachwerkbau mit engem Chorabschluss und einem niedrigen Gehäuse für die vom König gestiftete Glocke. Die Kirche erhielt den Namen Dreifaltigkeitskirche. Zwei Kunstwerke aus dieser Kirche sind noch erhalten: Das Silberrelief Die Grablegung Christi, 1634 von Hans Lencker geschaffen, befindet sich noch heute in der Christuskirche, die Barockkanzel befindet sich heute in der Alt-Rahlstedter Kirche. 1651 konnte die Kirche um einen beeindruckenden fast 60 m hohen Kirchturm erweitert werden, der die erste Glocke und eine weitere aus dem Jahr 1637 beherbergte. Bedeutende Erweiterungen waren 1683 eine Turmuhr und 1700 die erste die Gemeinde zufriedenstellende Orgel, eine Stiftung des Gutsherren Friedrich Christian von Kielmannsegg.

### Die zweite Kirche

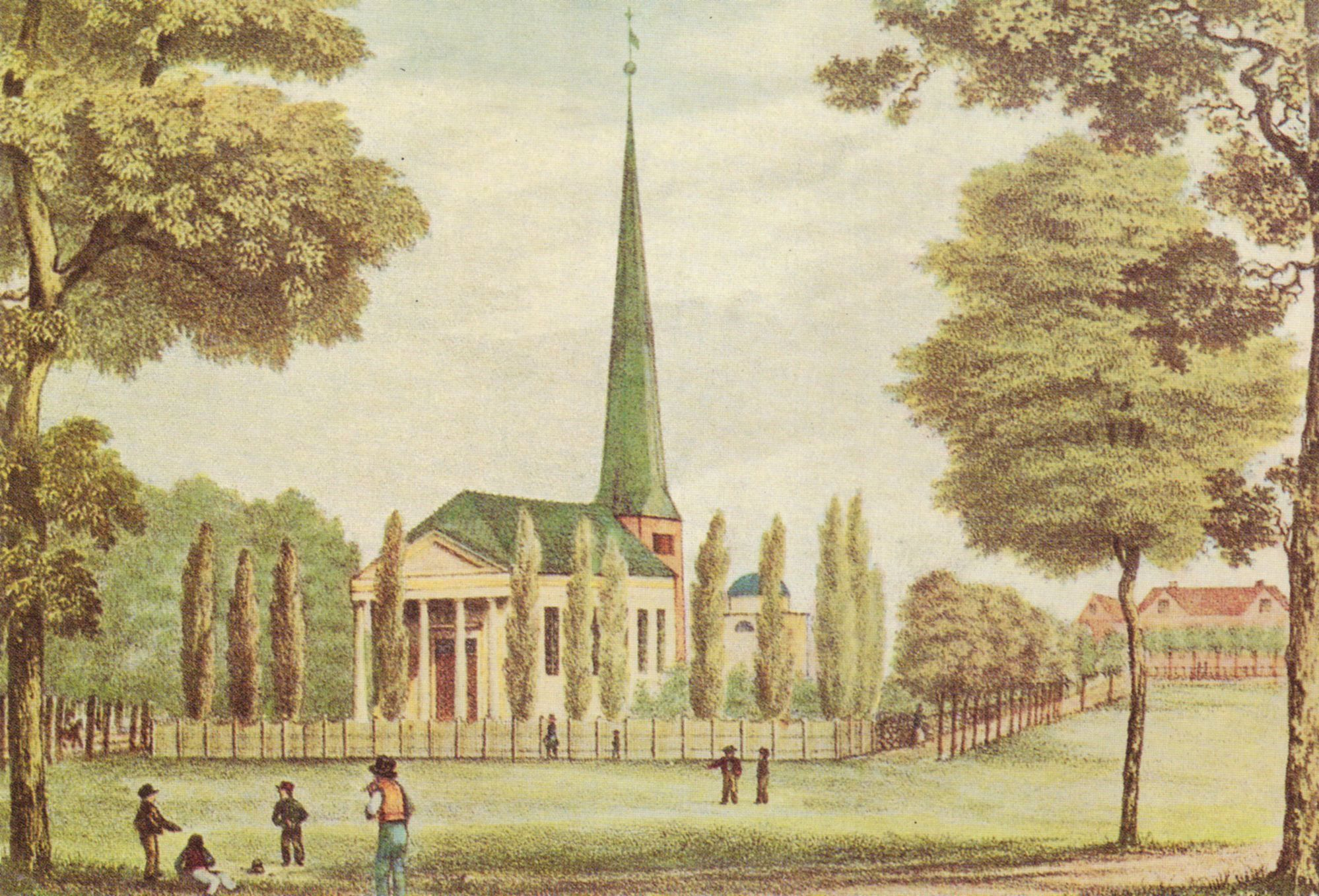
Die zweite Kirche ohne Altbau, dahinter das Schimmelmann-Mausoleum

In der zweiten Hälfte des 18. Jahrhunderts häuften sich die Klagen über den baulichen Zustand des Kirchenschiffs. Nach mehr als dreißigjähriger Diskussion begann 1795 der Neubau nach Plänen von Johann August Arens im klassizistischen Stil. Die Einweihung erfolgte am 30. November 1800, als Komponist der Einweihungsmusik konnte Christian Schwencke gewonnen werden. Kurz darauf wurde die Fachwerkkirche abgerissen. Nur der Turm blieb erhalten, der nun als architektonische Besonderheit auf der unüblichen Ostseite stand.
Die zweite Kirche konnte insgesamt solider als die erste Kirche ausgeführt und mit reichhaltigerem Innenraumschmuck versehen werden. Die Ausstattung der Kirche wurde kontinuierlich verbessert, sie erhielt Gemälde, Glasfenster, einen Fliesenboden, eine Heizung und gegen Ende des 19. Jahrhunderts auch eine Orgel aus der renommierten Orgelwerkstatt Röver. Aus ungeklärter Ursache brannte die Kirche am 1. August 1898 vollständig nieder.

### Die dritte Kirche
Für die dritte Kirche nutzte man einen Bauplatz, der leicht nach Süden versetzt und damit symmetrisch in der Mitte der heutigen Straßen Wandsbeker Marktstraße und Schloßstraße lag. Dem Zeitgeist folgend errichtete der Architekt Fernando Lorenzen den Neubau von 1900 bis 1901 im neogotischen Stil aus Ziegelstein, womit die Kirche vielen zeitgleich errichteten Kirchen in Hamburg ähnelte (unter anderem der Christuskirche in Eimsbüttel).  Die neu gebaute Kirche erhielt 1910 den Namen Christuskirche. Wie viele Hamburger Kirchen fiel sie den Bombennächten 1943 zum Opfer, nur die Seitenwände und der Stumpf des Turms blieben stehen.

### Die vierte Kirche
Als Ersatz wurde 1953 bis 1955 der vierte Bau nach Entwurf des Architektenbüros Hopp & Jäger errichtet und dabei Reste (Strebepfeiler und Sockel) des Vorgängerbaues übernommen. Zunächst wurde noch der alte Turm, wenn auch ohne Spitze, erhalten. Allerdings stellte sich im Laufe der Jahre immer deutlicher heraus, dass die Fundamente brüchig waren und eine Erhaltung nicht in Frage kam. Als im Zuge des Baues der neuen Ringstraße Ring 2 eine Umgestaltung des Platzes vor der Kirche anstand, fiel die Entscheidung, den alten Turm abzubrechen und südlich versetzt einen neuen Turm zu errichten, der durch einen Übergang mit dem alten Kirchengebäude verbunden wurde. Richtfest für den 70 m hohen Turm war im Herbst 1963, die Bauarbeiten konnten 1965 abgeschlossen werden.

## Heutiger Zustand

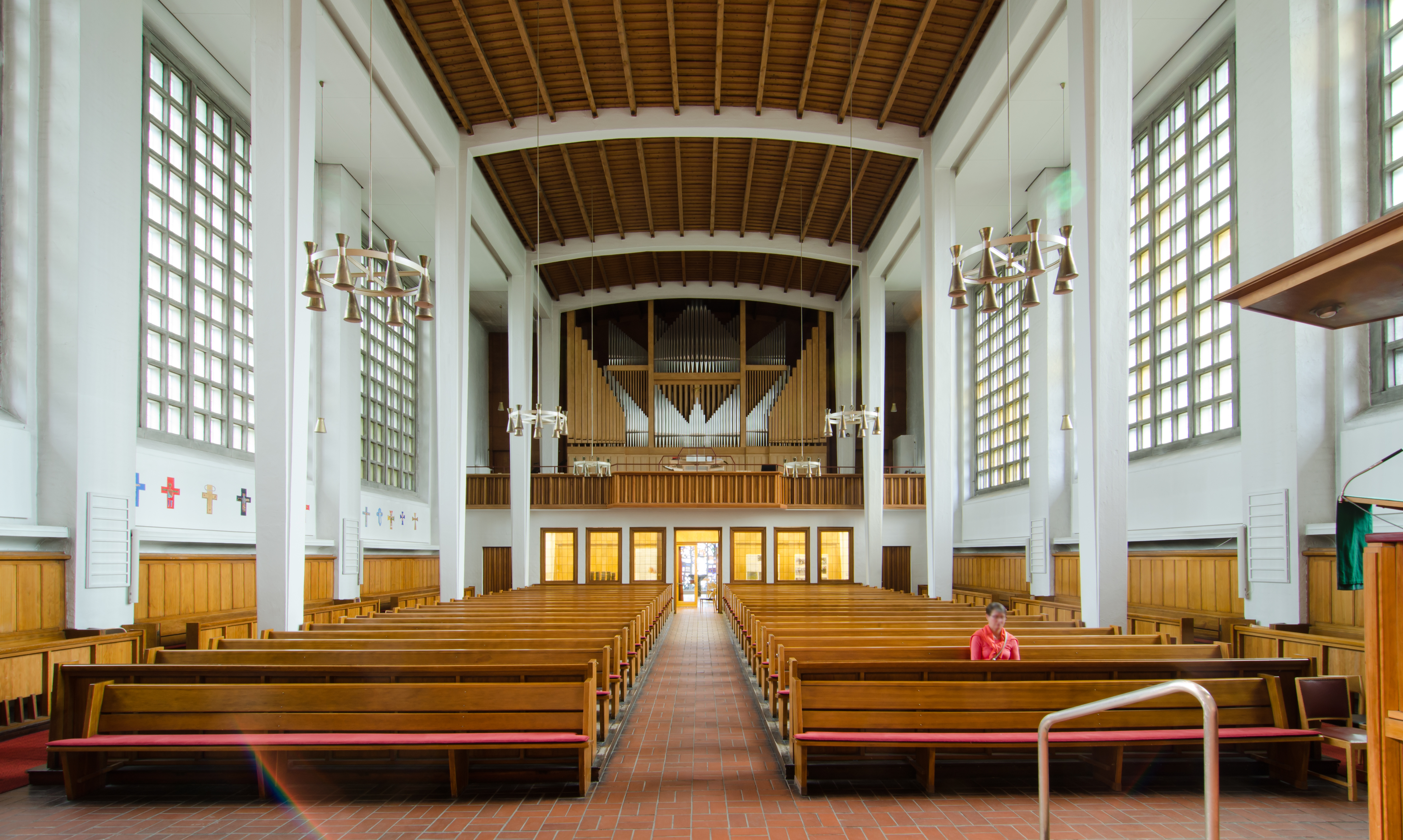
Blick zur Orgelempore

### Innenausstattung
Auffälligster Teil der Innenausstattung ist das hinter dem Altar angebrachte Pantokrator-Mosaik, das von Hans Gottfried von Stockhausen geschaffen wurde. Dieses Motiv (Christus als Herrscher über Himmel und Erde) ist für evangelische Kirchen überaus ungewöhnlich und bleibt heute für die meisten Kirchenbesucher unverständlich. Ebenfalls hinter dem Altar befindet sich ein bronzenes Meditationskreuz des Hamburger Bildhauers Rolf Scheibner.
Das Kruzifix des Bildhauers Carl Schümann,  das von 1945 bis zur Vollendung des neuen Kirchenbaus die damalige Notkirche schmückte, befindet sich heute in der Taufkapelle.
Das Silberrelief stammt von Johannes Lencker, Sohn von Johannes Lencker dem Älteren und wurde 1625 angefertigt. Das Relief ist neben der heute in der Alt-Rahlsteder Kirche befindlichen Kanzel das einzig erhaltene Inventarstück aus der 1801 abgebrochenen ersten Wandsbeker Kirche.

### Glocken
Die Kirche verfügte bereits im 17. Jahrhundert über Glocken. Die erste wurde vom damaligen König gestiftet und hing in einem niedrigen Gehäuse. Als der hohe Turm 1651 erbaut wurde, konnte eine zweite Glocke aus dem Jahr 1637 angeschafft werden. Diese hingen bis zum Brand der zweiten Kirche im Jahr 1898 im Turm. Durch den Brand gingen die Glocken verloren.
Die dritte Kirche verfügte über drei Stahlglocken, die 1901 vom Bochumer Verein gegossen wurden und auch noch heute zum Geläut der Christuskirche gehören. Wo die Glocken während des Zweiten Weltkrieges gelagert wurden, ist nicht bekannt. Im Laufe des Neubaus der Kirche nach dem Zweiten Weltkrieg wurden im Jahr 1964 zu den drei vorhandenen Glocken noch drei weitere Glocken gegossen. Diese wurden ebenfalls vom Bochumer Verein gegossen. Die kleinste Glocke ist starr in der Laterne über dem Kirchengebäude aufgehängt. Die fünf großen Glocken hängen in der sehr geräumigen Glockenstube, die sich auf zwei Ebenen aufteilt. Die drei kleineren sind in der oberen Ebene, die zwei großen in der unteren Ebene untergebracht. Die Glocken wurden vor ein paar Jahren an gerade Holzjoche umgehängt. Außerdem ist der Klöppel der großen Glocke durch einen neuen ersetzt worden.
| Nr. | Schlagton | Durchmesser (mm) | Gewicht (kg) | Rippe                | Gießer, Gussort         | Gussjahr | Inschrift                                                                 |
| --- | --------- | ---------------- | ------------ | -------------------- | ----------------------- | -------- | ------------------------------------------------------------------------- |
| 1   | cis1      | 1480             | 1900         | Sext-/Septimrippe    | Bochumer Verein, Bochum | 1901     | „EHRE SEI GOTT IN DER HÖHE“                                               |
| 2   | e1        | 1320             | 1200         | Sext-/Septimrippe    | Bochumer Verein, Bochum | 1901     | „FRIEDE AUF ERDEN“                                                        |
| 3   | fis1      | 1120             | 850          | Sext-/Septimrippe    | Bochumer Verein, Bochum | 1901     | „DEN MENSCHEN EIN WOHLGEFALLEN“                                           |
| 4   | a1        | 1040             | 460          | Versuchsrippe 7 (V7) | Bochumer Verein, Bochum | 1964     | „FREUET EUCH IM HERRN ALLEWEGE + PHIL. 4:4“                               |
| 5   | h1        | 925              | 300          | Versuchsrippe 7 (V7) | Bochumer Verein, Bochum | 1964     | „GEHET HIN IN ALLE WELT UND MACHET ZU JÜNGERN ALLE VÖLKER + MATTH. 28:19“ |
| 6   | cis2      | –                | 220          | Versuchsrippe 7 (V7) | Bochumer Verein, Bochum | 1964     | „BETET OHNE UNTERLASS +“                                                  |

### Orgel
Von der 1966 bis 1967 durch die Werkstatt Walker & Cie erbauten großen Orgel existiert heute zwar noch der vollständige Prospekt, allerdings wurde das komplette Spielwerk 2007 bei einer vollständigen Renovierung der Orgeln getauscht. Diese Renovierung führte die Hamburger Orgelbaufirma Hans-Ulrich Erbslöh durch, die dabei nicht nur die alten Spielwerke tauschte, sondern auch die ehemals getrennten Haupt- und Chororgeln mit einem gemeinsamen Spieltisch mit drei Manualen und  Pedal koppelte. Dadurch wird eine besondere klangliche Vielfalt ermöglicht.

## Umgebung der Kirche

### Historischer Friedhof Wandsbek

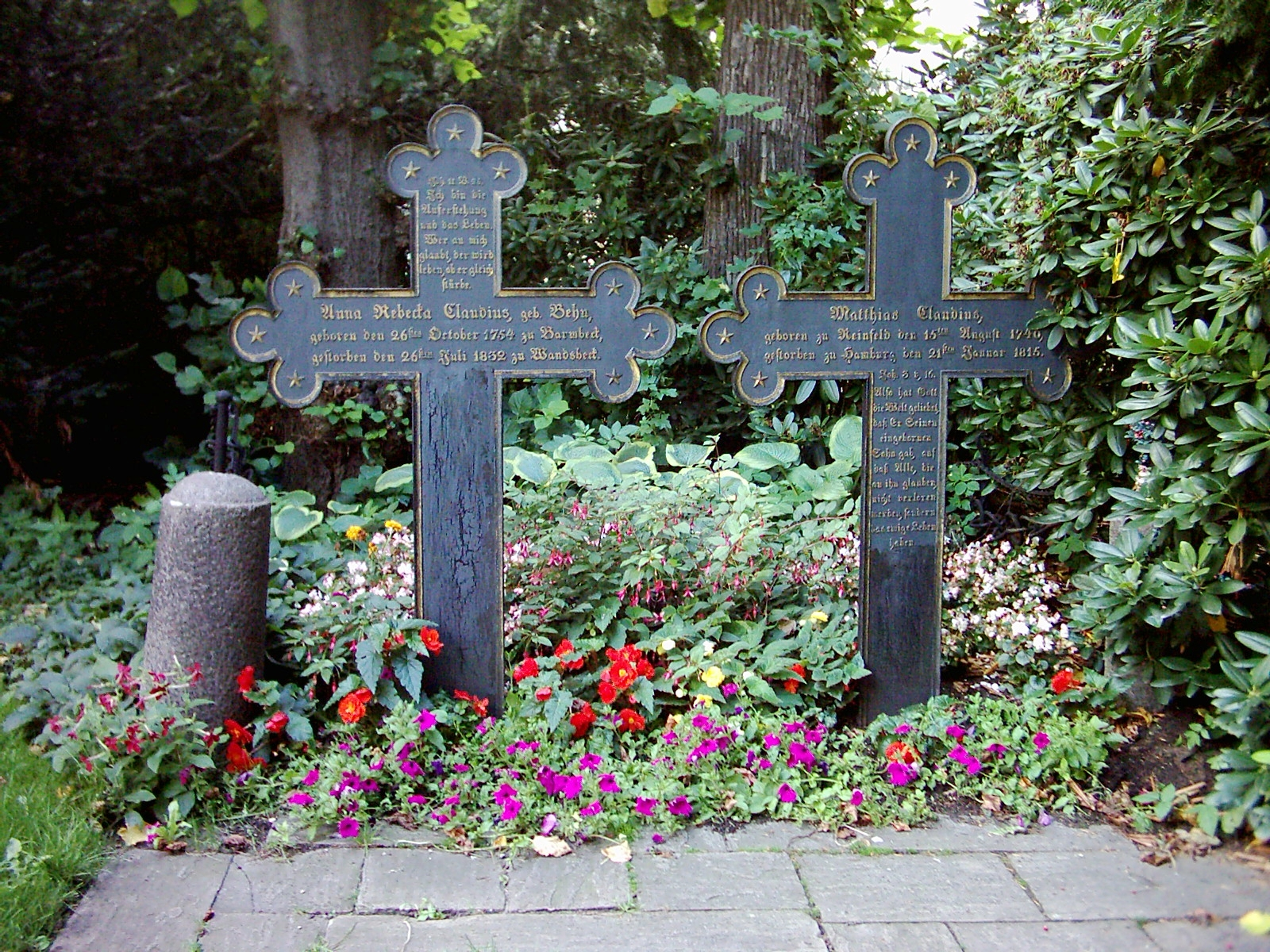
Gräber von Matthias und Rebekka Claudius.

Der heute nordöstlich der Kirche liegende Historische Friedhof Wandsbek wurde um 1623 angelegt und bis 1850 genutzt. Vor allem im 19. Jahrhundert hatte er eine weitaus größere Ausdehnung. Form und Größe des Friedhofes mussten an die sich ändernde Lage und Größe der Kirche angepasst werden, so dass es mehrfach zu umfangreichen Umbettungen kam, z. B. 1850, 1898 und 1955. Hier ruht der königlich dänische Generalleutnant Friedrich Philipp Victor von Moltke (1768–1845). Eine Tafel erinnert an den Widerstandskämpfer Helmuth James von Moltke. Das Grab von Matthias Claudius und seiner Frau Rebekka wird durch zwei Eisenkreuze markiert. An Matthias Claudius erinnert ferner ein Bronze-Relief vom Bildhauer Waldemar Otto mit Bezug zum Gedicht von Claudius Der Mond ist aufgegangen.  Auf dem Friedhof steht ein Denkmal für die Gefallenen des Deutsch-Französischen Krieges 1870/71. Die Grabstätten einiger bekannter Wandsbeker Familien befanden sich hier, seit 1990 steht hier der Grabstein des Wandsbeker Oberbürgermeisters und Ehrenbürgers Erich Rodig.
Öffentlich nicht zugängliche Gedenkblätter für die Gefallenen und Bombentoten des Zweiten Weltkrieges liegen im Schaukasten einer Gedenkstätte für die Kriegstoten im Erdgeschossraum des Kirchturms. Ein Schlüssel ist im Kirchenbüro erhältlich.

### Schimmelmann-Mausoleum

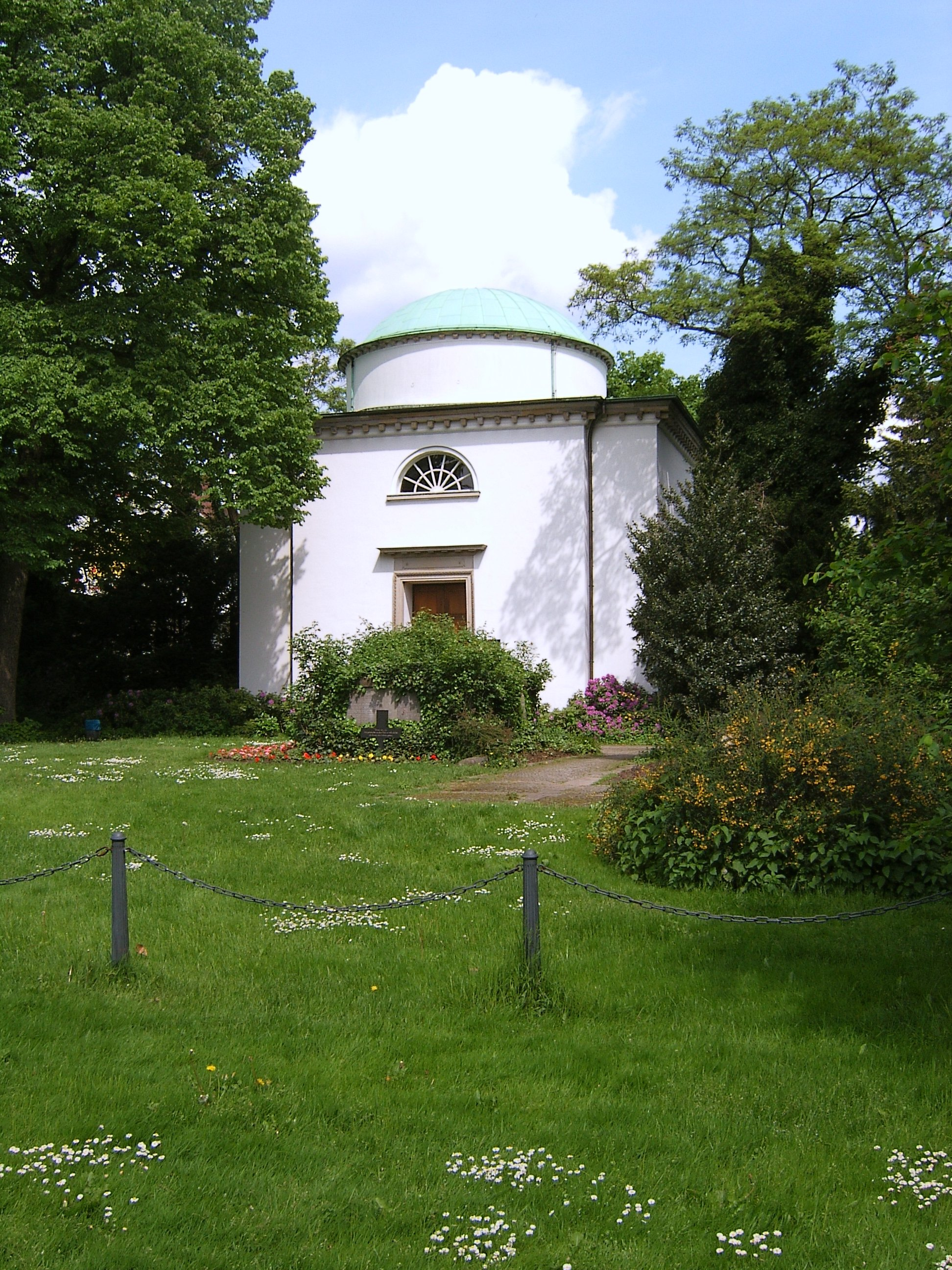
Das Mausoleum für Heinrich Carl von Schimmelmann auf dem Friedhof der Christuskirche.

Heinrich Carl Graf von Schimmelmann verfügte testamentarisch den Bau einer Grabkapelle für sich. Sie wurde 1787 bis 1791 durch Carl Gottlob Horn nach vereinfachten Plänen des italienischen Architekten G.A. Antolini im klassizistischen Stil erbaut. Das Innere weist eine mit reichem Stuck verzierte Halle auf, die vermutlich von Francesco Antonio Tadey nach Entwürfen von Antolini gestaltet wurde. Sie wird von zwei Apsiden flankiert, in denen sich die aus italienischem Marmor gefertigten Sarkophage der Bestatteten befinden. Das Gebäude gehört zu den Hauptwerken des Klassizismus in Norddeutschland und kann als das bedeutendste Baudenkmal in der ehemaligen Stadt Wandsbek gelten.
Schimmelmann, 1724 in Demmin (Vorpommern) geboren, war Wandsbeker Gutsbesitzer, reicher Handelsherr und königl. dänischer Schatzmeister. Nach seinem Tod 1782 in Kopenhagen wurde er 1792 im Mausoleum beigesetzt, wo seit 1795 auch seine Frau Caroline Tugendreich ruht.
Bereits bald nach der Errichtung des Mausoleums ergab sich beständiger Renovierungsbedarf. Im Rahmen dieser Bauarbeiten wurde 1896 die Tür von der Ost- zur Westseite versetzt. Während des Ersten Weltkrieges wurde das Kupferdach zu Rüstungszwecken eingeschmolzen und nur notdürftig ersetzt. Die daraufhin durch das provisorische Dach eindringende Feuchtigkeit verursachte im Laufe der folgenden Jahrzehnte deutliche Schäden im Gebäude. Erst 1965 waren die Probleme beseitigt, nachdem das Gebäude ein neues Kupferdach erhalten hatte und 1960 mit einer neuen Heizung ausgestattet wurde. Die letzte umfangreiche Renovierung erfolgte 1988 bis 1990.

### Exkurs: Alter Friedhof Wandsbek
Als Ersatz für den zu klein gewordenen Kirchhof der Christuskirche wurde 1850 etwa 500 Meter weiter nördlich ein neuer Friedhof eröffnet. Der heute als Alter Friedhof Wandsbek bezeichnete Begräbnisplatz befindet sich an der Wandsbeker Allee, Ecke Kirchhofstraße. Er hat eine Fläche von 1,8 Hektar mit 1800 Grabstellen und gehört heute zur Evangelisch-Lutherischen Kirchengemeinde Tonndorf.

## Fotografien und Karte
Koordinaten: 53° 34′ 21,6″ N, 10° 4′ 16,4″ O

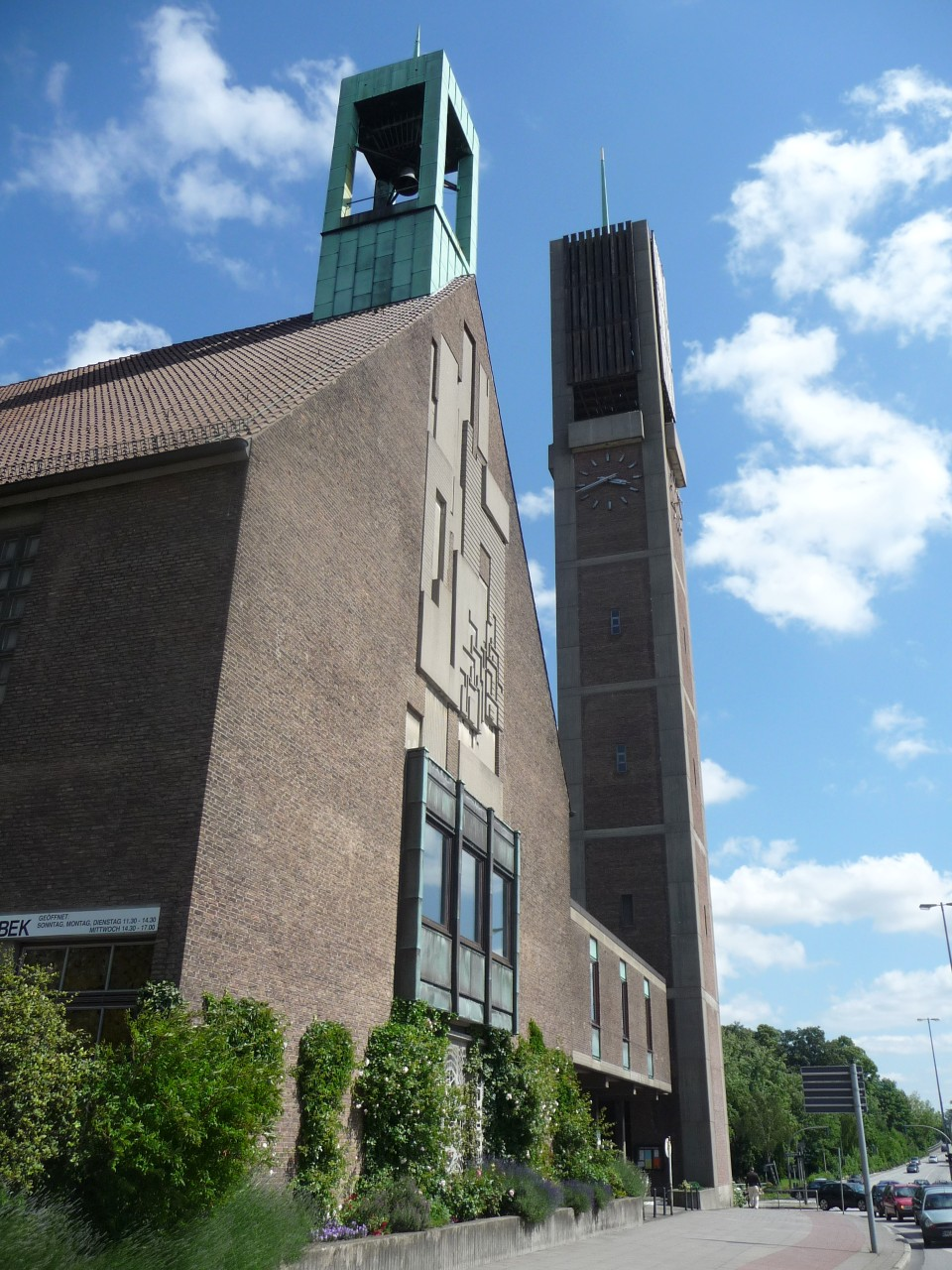
Blick von Norden
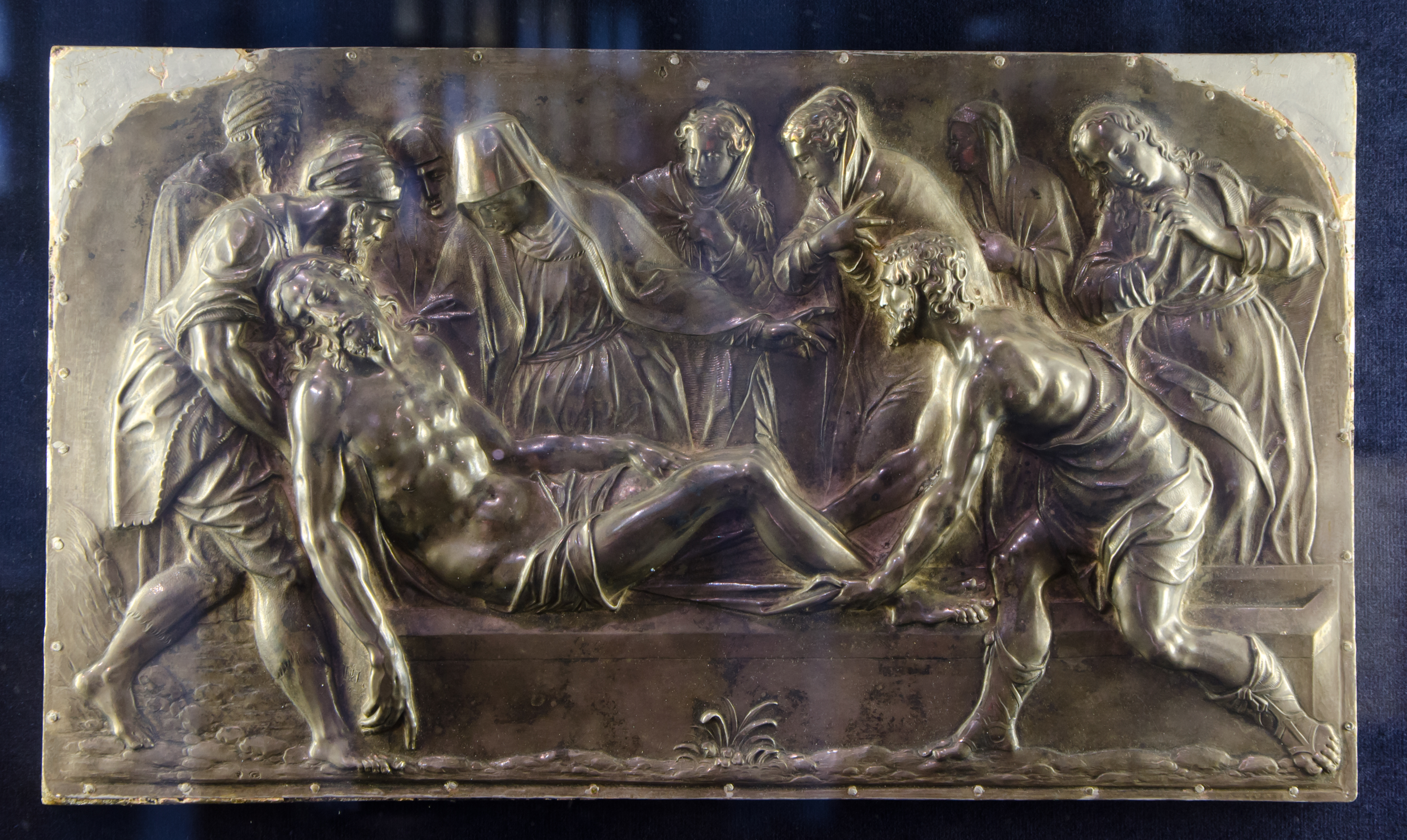
Silberrelief der Grablegung Christi
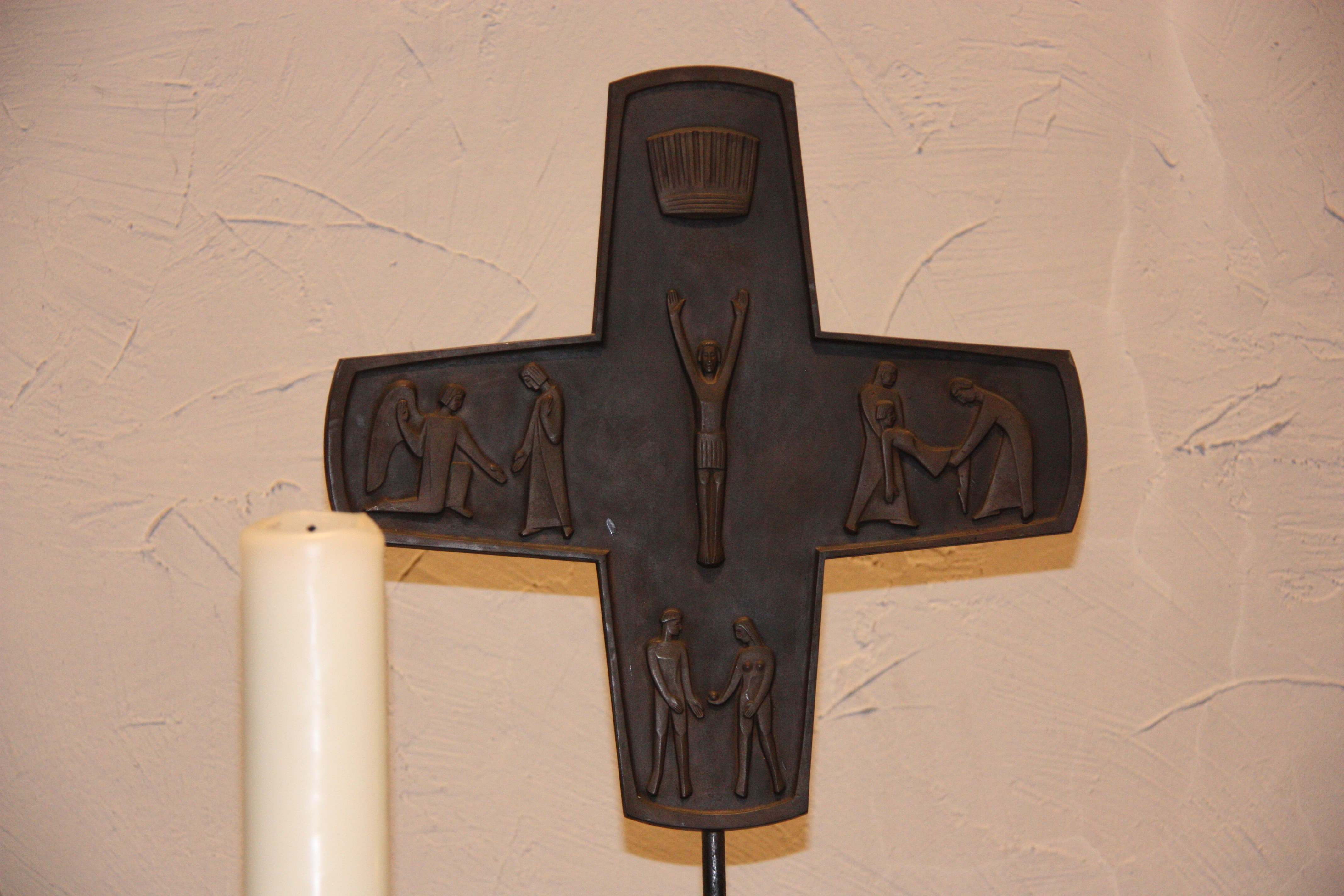
Meditationskreuz hinter dem Altar
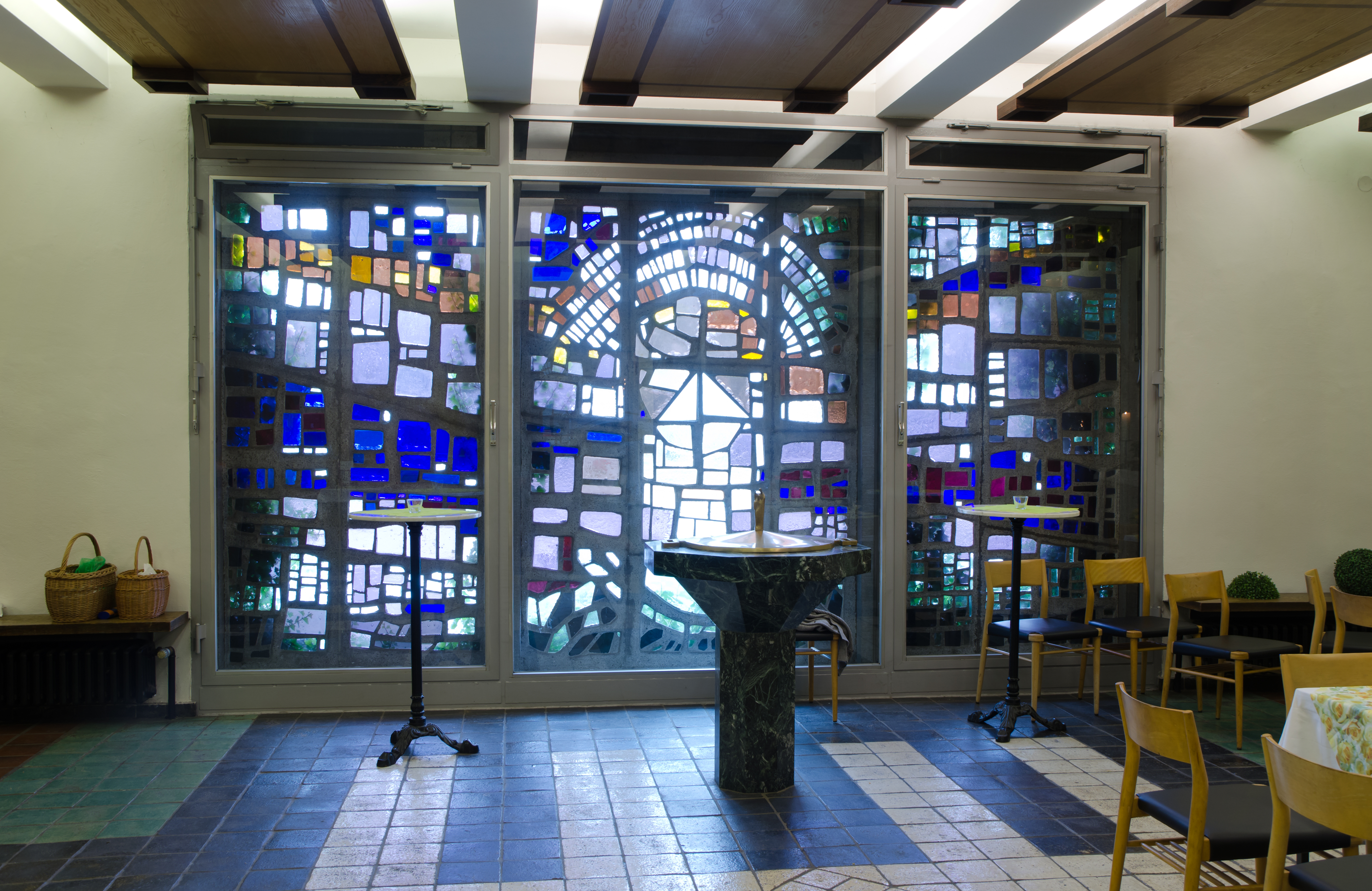
Vorraum mit Taufbecken
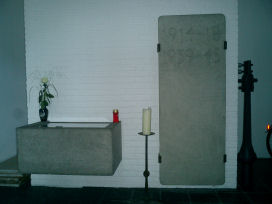
Kriegerdenkmal im Kirchturm